# اسپروس پاین (آلاباما)
اسپروس پاین (به انگلیسی: Spruce Pine) شهرکی در شهرستان فرانکلین ایالت آلاباما است که مساحت آن ۲٫۴۱ کیلومترمربع است و در سرشماری سال ۲۰۱۰ میلادی، ۲۲۲ نفر جمعیت داشته و تراکم جمعیتی آن، ۹۲٫۱۲ در کیلومترمربع بوده است.